# Krongjutare

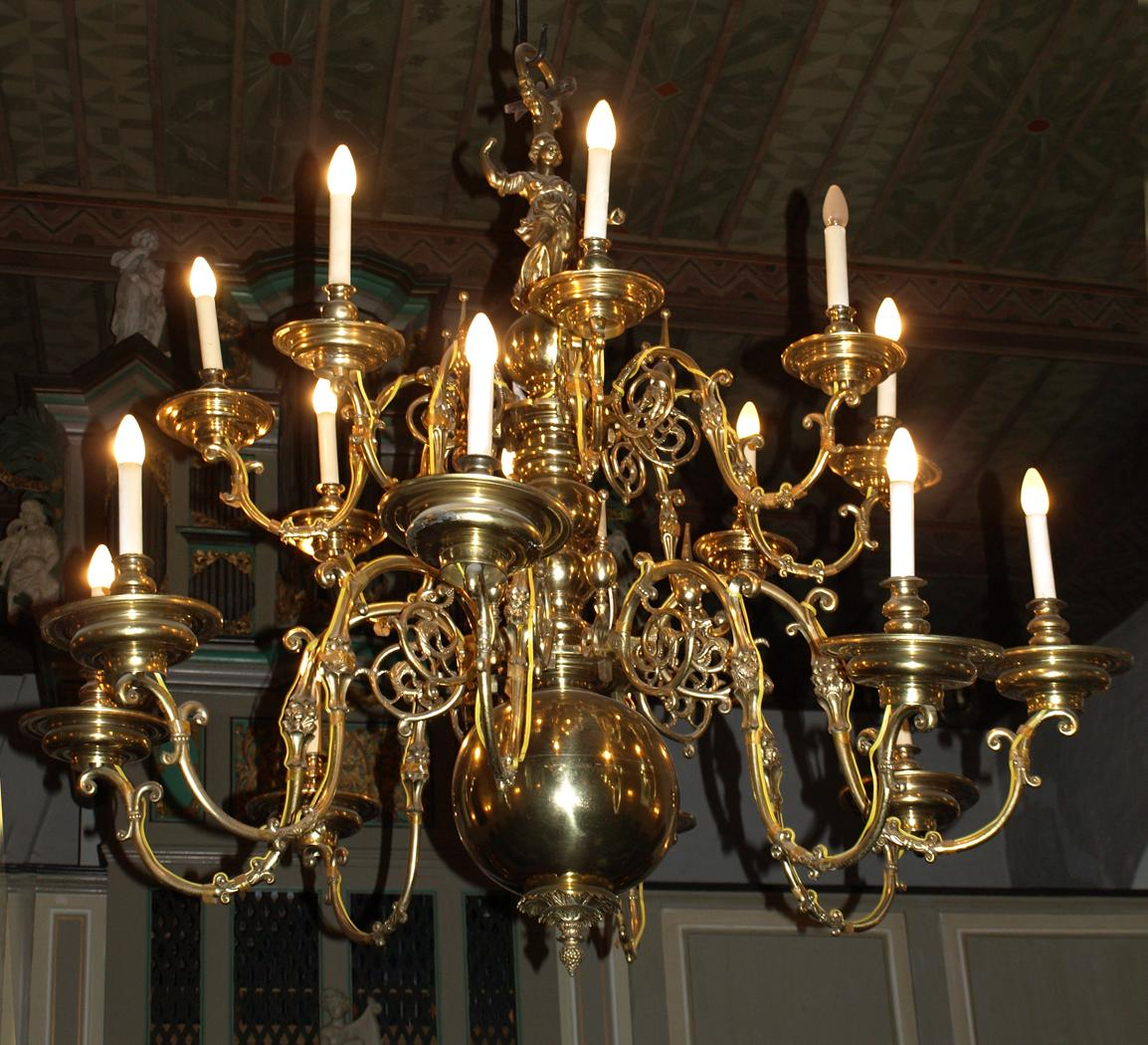
Ljuskronor skapades förr av krongjutare.

Krongjutare, kronegjutare eller kronogjutare, var inom det svenska skråväsendet, på 1600- och 1700-talet, en person med yrke att gjuta ljuskronor, kandelabrar och andra mässingsarbeten. Ett krongjuteri, också kallad krongjutarverkstad, var den verkstad på mässingsbruket där en mästare, det vill säga krongjutaren, tillsammans med andra arbetare göt och förfärdigade ljuskronor, ljusstakar, strykjärn, beslag, dosor och andra mer komplicerade eller utsmyckade mässingsvaror. Skultuna mässingsbruk och senare även Bjurfors i Västmanland var länge de absolut största krongjuterierna i Sverige.